# Bulgnéville (tổng)
Tổng Bulgnéville là một tổng của Pháp, tọa lạc tại tỉnh Vosges trong vùng Lorraine của Pháp.

## Phân chia hành chính
Tổng Bulgnéville được chia thành 24 xã:
- Aingeville
- Aulnois
- Auzainvilliers
- Belmont-sur-Vair
- Bulgnéville (chef-lieu)
- Crainvilliers
- Dombrot-sur-Vair
- Gendreville
- Hagnéville-et-Roncourt
- La Vacheresse-et-la-Rouillie
- Malaincourt
- Mandres-sur-Vair
- Morville
- Médonville
- Norroy
- Parey-sous-Montfort
- Saint-Ouen-lès-Parey
- Saint-Remimont
- Saulxures-lès-Bulgnéville
- Sauville
- Suriauville
- Urville
- Vaudoncourt
- Vrécourt

## Hành chính
| Ngày bầu                                  | Tên         | Đảngi          | Chức vụ                                    | Tư cách       |
| ----------------------------------------- | ----------- | -------------- | ------------------------------------------ | ------------- |
|                                           | Luc Gerecke | sans étiquette | Phó chủ tịch phụ trách văn hóa và liên lạc | Điều chế dược |
| Dữ liệu trước đây không còn được biết rõ. |             |                |                                            |               |